# 福井文彦
福井 文彦（ふくい ふみひこ、1909年（明治42年）10月31日 - 1976年（昭和51年）5月13日）は、日本の音楽家・作曲家。特に東北地方に「校歌」などとして多くの楽曲を残した音楽家の一人である。

## 略歴
東北大学を経て宮城教育大学で教授を勤め、1974年（昭和49年）に退官した。その間に宮城県を中心とした東北各地で中学校・高等学校の「校歌」を数多く作・編曲し、現在も200曲以上が歌われている。
- 1909年（明治42年）10月31日 - 宮城県生まれ。
- 1921年（大正10年） - 仙台市立荒町小学校（現：仙台市若林区荒町）を卒業。
- 1933年（昭和8年） - 東京高等音楽学院（国立音楽学校を経た現在の国立音楽大学）ピアノ科を卒業。作曲は諸井三郎に師事。
- 1934年（昭和9年） - 藤原義江の専属ピアニストとしてアメリカ、ヨーロッパ公演に同行[1]。
- 1957年（昭和32年） - 『空・道・河』で第12回芸術祭作曲部門文部大臣賞を受賞。
- 1958年（昭和33年） - 『動物園』で第13回芸術祭作曲部門文部大臣賞を受賞。
- 1959年（昭和34年） - 「仙台少年少女合唱隊」（現：NHK仙台少年少女合唱隊）を創設。
- 1976年（昭和51年）5月13日 - 心不全のため仙台の自宅にて死去。後日、東北学院大学礼拝堂で告別式が行われた。

## 活躍
初期はピアノ科出身のピアニストとして活躍し、テノール歌手・藤原義江の専属伴奏者として世界演奏旅行をしたという華々しい経歴を持ち、作曲においても1942年（昭和17年）の第11回日本音楽コンクールで第1位を受賞している。
戦前・戦中は所謂「流行歌」と称される軍歌調の作品がいくつかあるが、戦後は合唱曲をはじめ、中学校、高校の校歌を多数作曲したり、編曲している。
また、宮城教育大学時代は師事する学生も多く、現在活躍中の音楽家の中にも「作曲を福井文彦に師事」という来歴をもつ者は少なくない。

## 主な作品
- 『興亜行進曲』（作詞：今沢ふきこ、作曲：福井文彦）
- 『輝く郷土』（作詞：遠山徳男、作曲：福井文彦） … 宮城県の2代目県民歌
- 『この日のために〜東京オリンピックの歌〜』（作詞：鈴木義夫、補作：勝承夫、作曲：福井文彦、編曲：飯田信夫、歌：三浦洸一・安西愛子・ビクター合唱団） … フジテレビ系列「オリンピックショウ 地上最大のクイズ」のテーマ曲としても使用
- 『空・道・河』（作詞：江間章子、作曲：福井文彦） … 日本の合唱作品100選
- 『地球よ―愛に寄せる五つのうた―』（作詞：宮沢章二、作曲：福井文彦）
- 子どものための合唱組曲『東北のおもちゃうた』（作詞：宮沢章二、作曲：福井文彦）1966（昭和41）年度芸術祭参加作品。カワイ出版[2]による受注印刷可[3](2025年5月現在)。